# Mister Global 2019
Mister Global 2019 será a 6ª edição do tradicional concurso de beleza masculino de Mister Global, que terá seu ápice no dia 26 de setembro "Lumpini Stadium", localizado na capital da Tailândia.  Darío Duque, cubano naturalizado estadunidense eleito Mister Global 2018 passará a faixa a seu sucessor no final da cerimônia, que contará com a participação de trinta e oito (38) candidatos de diversas partes do mundo. 

## Resultados

### Colocações
| Posição                                                 | País e Candidato |
| ------------------------------------------------------- | --- |
| Vencedor                                                | Coreia do Sul - Jong-Woo Kim |
| 2º. Lugar                                               | Tunísia - Houssem Saïdi |
| 3º. Lugar                                               | Espanha - José Luis Navarro |
| 4º. Lugar                                               | Suíça - Kenan Murseli |
| 5º. Lugar                                               | República Dominicana - Braulio Encarnación |
| Top 16 Semifinalistas (Em ordem de classificação final) | Indonésia - Herman Cahyono Brasil - Gil Raupp Cuba - Rubert Arias Polônia - Michal Grudzień Tailândia - Jeerawat Vetsakol Chile - Nelson Cáceres Chipre do Norte - Süleyman Mullahasan México - Manuel López Filipinas - Ricky Gumera Portugal - Ângelo Amaro Vietnã - Nguyen Hùng Cuong |

### Prêmios Especiais
Houve a distribuição dos seguintes prêmios este ano:
| Prêmio                | País e Candidato              |
| --------------------- | ----------------------------- |
| Mister Simpatia       | Portugal - Ângelo Amaro       |
| Mister Fotogenia      | Hong Kong - Chace King-Lok    |
| Mister Sorriso        | Laos - Kiengkai Xouansouandao |
| Melhor Físico         | Panamá - Kenny Guerra         |
| Mister Best Model     | Chile - Nelson Cáceres        |
| Melhor Traje Típico   | Mianmar - Thiha Kyaw          |
| Mister Popularidade 1 | Vietnã - Nguyen Hùng Cuong    |

1. O mister eleito pelo voto popular garantiu vaga no Top 16.

### Ordem dos Anúncios
| 1. México 2. Cuba 3. Brasil 4. República Dominicana 5. Tunísia 6. Polônia 7. Chipre do Norte 8. Espanha 9. Filipinas 10. Indonésia 11. Tailândia 12. Coreia do Sul 13. Chile 14. Suíça 15. Portugal 16. Vietnã | 1. Suíça 2. Tunísia 3. República Dominicana 4. Espanha 5. Coreia do Sul |  |  |

## Candidatos
Participarão do certame os seguintes candidatos:
| - África do Sul - Marcus Karsten - Brasil - Gil Raupp - Chile - Nelson Cáceres - China - Ruihu Chen - Chipre do Norte - Süleyman Mullahasan - Coreia do Sul - Kim Jong-Woo - Cuba - Rubert Arias - Egito - Adam Hussein - Espanha - José Luis Navarro - Estados Unidos - Branden Allen - Filipinas - Ricky Gumera - Guão - Jonathan Onedera - Haiti - Tcholo Medastin | - Hong Kong - Chace King-Lok - Índia - Rishabh Kumar - Indonésia - Herman Cahyono - Japão - Kodai Hata - Laos - Kiengkai Xouansouandao - Malásia - Chris Chan - México - Manuel López - Mianmar - Thiha Kyaw - Nepal - Aryan Sitaula - Nigéria - Triumph Moses - Panamá - Kenny Guerra - Peru - Miguel Millasaky - Polônia - Michal Grudzień | - Portugal - Ângelo Amaro - Porto Rico - Edgar Irizarry - República Checa - Thanh Tung Cao - República Dominicana - Braulio Encarnación - Sri Lanca - Maduranga Dilshan - Suécia - Sebastian Jonsson - Suíça - Kenan Murseli - Taiwan - Kevin Chang Zhe-Wei - Tailândia - Jeerawat Vetsakol - Togo - Kwassy Adjamah - Tunísia - Houssem Saïdi - Vietnã - Nguyễn Hùng Cường |

## Histórico
| - Afeganistão - Albânia - Alemanha - Camboja - Cazaquistão - Dinamarca - Etiópia - Holanda - Martinica - Paquistão - Singapura - Tibete | - Chipre do Norte - Cuba - Haiti - Laos - Nigéria - Taiwan - Togo | - Kosovo - Fidan Prekazi - Venezuela - Orlando Ruiz |

### Estatísticas
Candidatos por continente:
- Ásia: 15. (Cerca de 40% do total de candidatos)
- Américas: 10. (Cerca de 26% do total de candidatos)
- Europa: 7. (Cerca de 18% do total de candidatos)
- África: 5. (Cerca de 13% do total de candidatos)
- Oceania: 1. (Cerca de 3% do total de candidatos)